# Rimae Posidonius
Rimae Posidonius – grupa rowów  na powierzchni Księżyca o średnicy około 70 km. Znajduje się na wewnątrz krateru Posidonius, na obszarze pomiędzy Mare Serenitatis a Lacus Somniorum na współrzędnych selenograficznych ☾ 32,0°N 28,7°E/32,000000 28,700000. Nazwa tego systemu kanałów została nadana w 1964 roku przez Międzynarodową Unię Astronomiczną i pochodzi od krateru Posidonius.